# Грчки бројеви
Грчки бројеви су део система представљања бројева који користи слова грчког алфабета. Познати су и под именом Милетски, Јонски, Александријски или алфабетски бројеви. Они се још увек користе у данашњој Грчкој за редне бројеве, на исти начин као римски бројеви у другим земљама (за обичне бројеве се користе арапске цифре).
Овај систем је био узор за ћириличне бројеве, који су се користили код православних Словена, међу њима и Срба, пре усвајања тзв. арапских бројева.

## Претходни системи
Пре него што је настао грчки алфабет, линеарно А и линеарно Б писмо су користили другачији систем, са симболима за степене броја 10: | = 1, – = 10, ◦ = 100, ¤ = 1000, ☼ = 10000.
Најстарији систем који је користио слова били су акрофонски Атички бројеви, који су деловали исто као и каснији римски бројеви (који су од њих и потекли), са следећом формулом: Ι = 1, 𐅃 = 5, Δ = 10, 𐅄 = 50, Η = 100, 𐅅 = 500, Χ = 1000, 𐅆 = 5000, Μ = 10000 и 𐅇 = 50000. Акрофонски систем је од 4. в. п. н. е. замењен новим алфабетским системом, који се понекад назива и Јонски нумерички систем.

## Опис
Свакој јединици (1, 2, …, 9), десетици (10, 20, …, 90) и стотини (100, 200, …, 900) било је додељено посебно слово. Пошто је то захтевало 27 слова, грчки 24-словни алфабет је проширен трима застарелим словима: дигама ϝ,(коришћена је и стигма ϛ или, у модерном грчком, στ) за 6, копа ϟ за 90, и сампи ϡ за 900.. Да би се бројеви разликовали од слова, следи их кераиа (грч. κεραία, „рогата избочина“), симбол (ʹ) сличан акутном акценту (´), али са сопственим знаком у уникоду (U+0374).
Систем није позициони већ адитиван; нумеричке вредности слова се сабирају. Нпр. број 241 је представљен као σμαʹ (200 + 40 + 1).
Да би се представили бројеви од 1.000 до 999.999 користе се иста слова, али увећана за хиљаду/хиљаду додавањем „леве кераиа-е“ (Уникод U+0375) испред бројева како би се разликовали од стандардне употребе. Нпр. 2008 је представљено као ͵βηʹ (2000 + 8).
| Слово             | Вредност |  | Слово | Вредност |  | Слово | Вредност |
| ----------------- | -------- |  | ----- | -------- |  | ----- | -------- |
| αʹ                | 1        |  | ιʹ    | 10       |  | ρʹ    | 100      |
| βʹ                | 2        |  | κʹ    | 20       |  | σʹ    | 200      |
| γʹ                | 3        |  | λʹ    | 30       |  | τʹ    | 300      |
| δʹ                | 4        |  | μʹ    | 40       |  | υʹ    | 400      |
| εʹ                | 5        |  | νʹ    | 50       |  | φʹ    | 500      |
| ϝʹ или ϛʹ или στʹ | 6        |  | ξʹ    | 60       |  | χʹ    | 600      |
| ζʹ                | 7        |  | οʹ    | 70       |  | ψʹ    | 700      |
| ηʹ                | 8        |  | πʹ    | 80       |  | ωʹ    | 800      |
| θʹ                | 9        |  | ϟʹ    | 90       |  | ϡʹ    | 900      |

У модерном грчком се даје предност великим словима, нпр. Φίλιππος Βʹ је Филип II Македонски.

## Већи бројеви
За представљање већих бројева Грци су користили миријаду из старог атичког система. Њена вредност је била 10.000; број миријади је писан изнад њеног симбола (рецимо Мʹ) или нпр. овако (кераје замењене из техничких разлога):
{\displaystyle {\stackrel {{\text{,}}\delta \phi \pi \beta }{\mathrm {M} }}\psi \theta '=4582\times 10.000+709=45.820.709.}
Могући су и други облици. Када ни то није било довољно, коришћена је миријада миријади (сто милиона - ΜΜʹ).
Архимед је у свом делу Бројач песка дао горњу границу броја зрна песка потребних да се испуни цео свемир, по тадашњој процени његове величине. За то је морао разрадити нову бројевну схему са много већим опсегом (в. чланак о књизи).

## Хеленистичка нула
Хеленистички астрономи су проширили алфабетске грчке бројеве у позициони сексагезимални систем ограничењем сваке позиције на највећу вредност од 50 + 9 и укључивањем специјалног симбола за нулу, која је такође употребљавана и самостално, као и данашња нула, а не само као попуњавач позиције. Међутим те позиције су углавном биле ограничене на разломачке делове броја (као нама познате минуте и секунде, па и треће, четврте итд. позиције), одн. нису коришћени за целе бројеве. Овај систем је вероватно из Вавилонских бројева адаптирао Хипарх око 140. п. н. е.. Касније су га користили Птолемеј (око 140. н. е.), Теон Александријски (око 380.) и Теонова кћерка Хипатија (убијена 415.).
Изглед ове грчке сексагесималне нуле се мењао временом. У другом веку на папирусима то је био мали круг надвучен цртом од неколико његових пречника, са завршецима на крајевима или без њих. Касније се ова надвлака скратила на само један пречник, слично данашњем слову о макрон (ō); ова ознака је још увек коришћена у позносредњовековним арапским рукописима кад год су коришћени алфабетски бројеви. У византијским рукописима надвлака је изостављана, тако да је остало само „о“ (омикрон). Постојала је хипотеза да је то био иницијал од ουδέν („ништа“), али описана постепена промена то не подржава.
Неке од Птолемејевих правих нула су се појављивале у првом реду сваке од његових табела помрачењâ, где су биле мера угаоног растојања између средишта Месеца с једне и средишта Сунца (код његовог помрачења) или средишта Земљине сенке (код помрачења Месеца) са друге стране. Све ове ништице су имале облик 0 | 0 0. Вертикална црта означава да је целобројни део са леве стране био у засебној колони, у заглављима његових табела означеној као „бројеви“ (од по пет лучних минута), док је разломачки део у следећем ступцу био означен са „минути урањања“ што је означавало шездесете (и 3600-те) делове броја.